# Chilades nila
Chilades nila är en fjärilsart som beskrevs av Evans 1925. Chilades nila ingår i släktet Chilades och familjen juvelvingar. Inga underarter finns listade i Catalogue of Life.